# Jade North
Jade North (Taree, Új-Dél-Wales, 1982. január 7. –) ausztrál válogatott labdarúgó.
Az ausztrál válogatott tagjaként részt vett a 2011-es Ázsia-kupán.

## Statisztika
| Ausztrál válogatott | Ausztrál válogatott | Ausztrál válogatott |
| Időszak             | Mérk.               | gól                 |
| ------------------- | ------------------- | ------------------- |
| 2002                | 4                   | 0                   |
| 2003                | 0                   | 0                   |
| 2004                | 6                   | 0                   |
| 2005                | 1                   | 0                   |
| 2006                | 3                   | 0                   |
| 2007                | 1                   | 0                   |
| 2008                | 8                   | 0                   |
| 2009                | 5                   | 0                   |
| 2010                | 3                   | 0                   |
| 2011                | 3                   | 0                   |
| 2012                | 5                   | 0                   |
| 2013                | 2                   | 0                   |
| Összesen            | 41                  | 0                   |